# NGC 3701
NGC 3701 (również PGC 35405 lub UGC 6493) – galaktyka spiralna (Sbc), znajdująca się w gwiazdozbiorze Lwa. Odkrył ją William Herschel 10 kwietnia 1785 roku.